# Воробйово (Калінінградська область)
Вороб'єво (рос. Воробьёво) — селище Гур'євського міського округу, Калінінградської області Росії. Входить до складу Низовського сільського поселення.
Населення — 86 осіб (2015 рік).

## Населення
1. Н/Д[2]